# Combat de Taroun
Guerre du Sahel
Batailles
- Tlemss
- 1re Tilwa
- Tabankort
- Ouraren
- Adrar Bouss
- Agadez et Arlit
- Tchibarakaten
- Mangaïzé
- Tazalit
- 1re Bani Bangou
- 2e Tilwa
- Wanzarbé
- Abala
- Midal
- 1re Tongo Tongo
- 1re Ayorou
- 2e Tongo-Tongo
- Baley Beri
- 1re Inates
- 2e Inates
- Sanam
- Chinégodar
- 2e Ayorou
- 2e Bani Bangou
- Taroun
- Torodi
- Adabda
- Intagamey
- Koutougou
- Tabatol
- Takanamat
- Teguey
- Chatoumane

Le combat de Taroun a lieu le 21 décembre 2020, pendant la guerre du Sahel.

## Déroulement
Le matin du lundi 21 décembre, une patrouille de l'armée nigérienne tombe dans une embuscade près de Taroun, à 57 kilomètres au nord-est de Ouallam, près de la frontière malienne. Cependant les djihadistes sont repoussés et les militaires nigériens lancent ensuite une contre-attaque.

## Pertes
Selon le communiqué du ministère nigérien de la Défense publié le 24 décembre, sept militaires nigériens sont tués et deux blessés dans l'affrontement, ainsi qu'un civil, tandis que quatre djihadistes ont été tués dans l'embuscade et sept autres dans la « riposte ». Des motos et des armes sont également récupérées,.